# Збройні сили
Збро́йні си́ли (лат. vires armatae) — військова озброєна організація держави, що включає регулярні й нерегулярні військові формування держави. Як часто вживаний синонім використовується поняття Військо або Армія. У більшості країн є збройні сили, які утримуються за рахунок податків. Збройні сили використовуються для захисту суверенітету своєї держави у разі нападу та рідше — для зміцнення політики силою поза державою на території іншої держави. Поповнюється або за рахунок призову громадян призовного віку (військовозобов'язаний), або за рахунок контрактників (оплачуваних професіоналів). Збройні сили обов'язково містять елементи ієрархії. Більшість рішень приймаються одноосібно. Функції кожного солдата армії визначає керівництво підрозділу, підпорядковане вищому командуванню. На кожну посаду особа призначається, а не вибирається шляхом голосування. Головним командним органом збройних сил є Генеральний штаб, а забезпечення військ здійснює Міністерство оборони. Начальник генерального штабу є головнокомандувачем збройних сил і підпорядкований голові держави (президенту, монарху чи іншому).
Склад Збройних сил не постійний, він залежить від характеру війни та способів її ведення, оперативного призначення і виду Збройних сил, особливостей театру воєнних дій тощо.

## Види

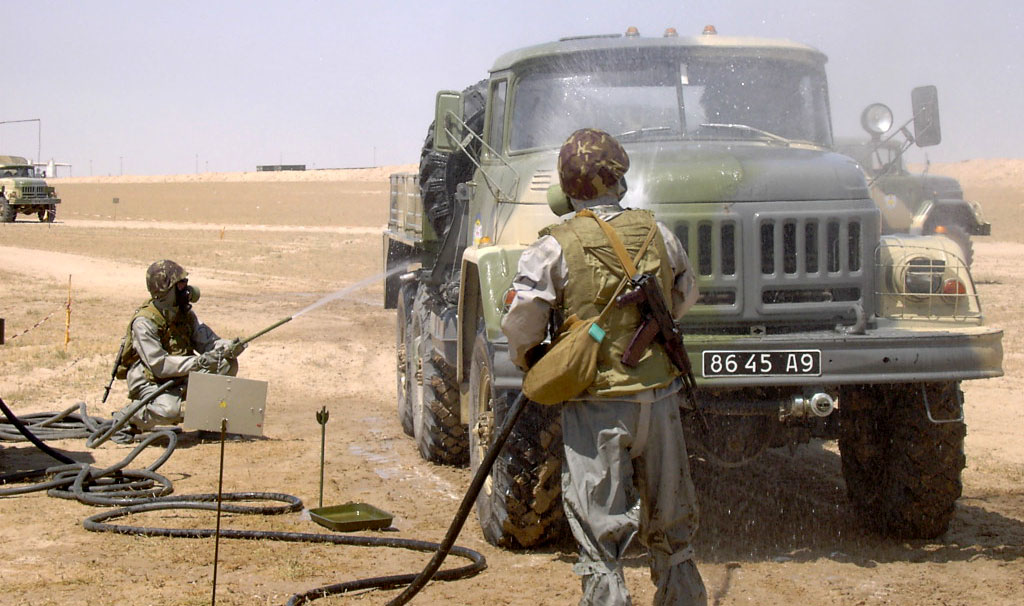
Українські солдати в Кувейті (2003)

Збройні сили складаються з видів збройних сил — частин, призначених для ведення військових дій або виконування бойових завдань в певній сфері: на морі, на суші, в повітряному просторі. Відповідно, збройні сили зазвичай підрозділяються на Військово-морський флот (ВМФ), Військово-повітряні сили (ВПС) або Авіацію, Сухопутні війська.
- Сухопутні війська
- Військово-морські сили
- Військово-повітряні сили
- Сили безпілотних систем

Крім того, важливою складовою Збройних сил є
- Війська спеціального призначення

Військова потужність держави як сукупність військового, економічного, науково-технічного і морально-політичного потенціалів держави або коаліції держав, безпосередньо втілюється в збройних силах і їхній здатності виконати поставлені перед ними завдання.
Армії різних держав розрізняються чисельністю, принципами формування, організаційною структурою, виконуваними функціями. Ці особливості визначаються масштабом країни, її географічним положенням, історичними, соціальними та культурними традиціями, належністю до військових та/або політичних блоків.

## Ієрархія

### Новітній час
| Символ | Назва                                            | Чисельність          | Складові формування            | Командир або керівник                                                        |
| ------ | ------------------------------------------------ | -------------------- | ------------------------------ | ---------------------------------------------------------------------------- |
| XXXXXX | Театр війни, театр воєнних дій                   | 1,000,000-10,000,000 | 4+ армійських угруповань       | Генерал, генерал армії, п'ятизірковий генерал (США) або фельдмаршал          |
| XXXXX  | Армійське угруповання, Фронт                     | 400,000-1,000,000    | 2+ армії                       | Генерал, Генерал армії, п'ятизірковий генерал (США) або фельдмаршал          |
| XXXX   | Армія                                            | 80,000-200,000       | 2-4 корпуси                    | Генерал, Генерал армії, чотирьохзірковий генерал (США) або генерал-полковник |
| XXX    | Корпус                                           | 20,000-45,000        | 2+ дивізії                     | Генерал-лейтенант, корпусний генерал, трьохзірковий генерал (США)            |
| XX     | Дивізія                                          | 10,000-15,000        | 2-4 бригади або полки          | Генерал-майор, Дивізійний генерал, двозірковий генерал                       |
| X      | Бригада                                          | 3,000-5,000          | 2+ полки, 3-6 батальйонів      | Бригадний генерал, інколи Полковник                                          |
| III    | Полк або група                                   | 3,000-5,000          | 2+ батальйони                  | Полковник                                                                    |
| II     | Батальйон, Дивізіон (в артилерії / військах ППО) | 300-1,300            | 2-6 роти, батареї              | Підполковник                                                                 |
| I      | Рота, Дивізіон                                   | 80-225               | 2-8 взводів                    | Капітан або Майор                                                            |
| •••    | Взвод або Чота                                   | 26-55                | 2+ відділень, секцій або машин | Лейтенант або Старший лейтенант                                              |
| ••     | секція, підрозділ                                | 8-13                 | 2+ військовиків                | Капрал або Сержант                                                           |
| •      | Обслуга, команда або рій                         | 8-13                 | 2+ військовиків або 1+ секція  | Капрал або Єфрейтор                                                          |
| Ø      | вогнева команда/група                            | 4                    | n/a                            | Капрал або Єфрейтор                                                          |
| Ø      | вогнева або маневрова команда/група              | 2                    | n/a                            | Рядовий, солдат                                                              |

Можливе випадання деяких ланок: наприклад, у Збройних силах країн членів НАТО відсутня ланка між батальйоном та бригадою. Так само, лише найбільші військові держави світу можуть мати організаційні структури на верхніх щаблях.
В різних країнах можуть використовуватися традиційні назви, що може привести до деякої плутанини. Наприклад, Британський або Канадський бронетанковий батальйон (armored regiment) складається з рот (squadrons), тоді як американський розвідувальний батальйон (cavalry squadron) складається з рот (troops) та взводів.

## Спосіб комплектування

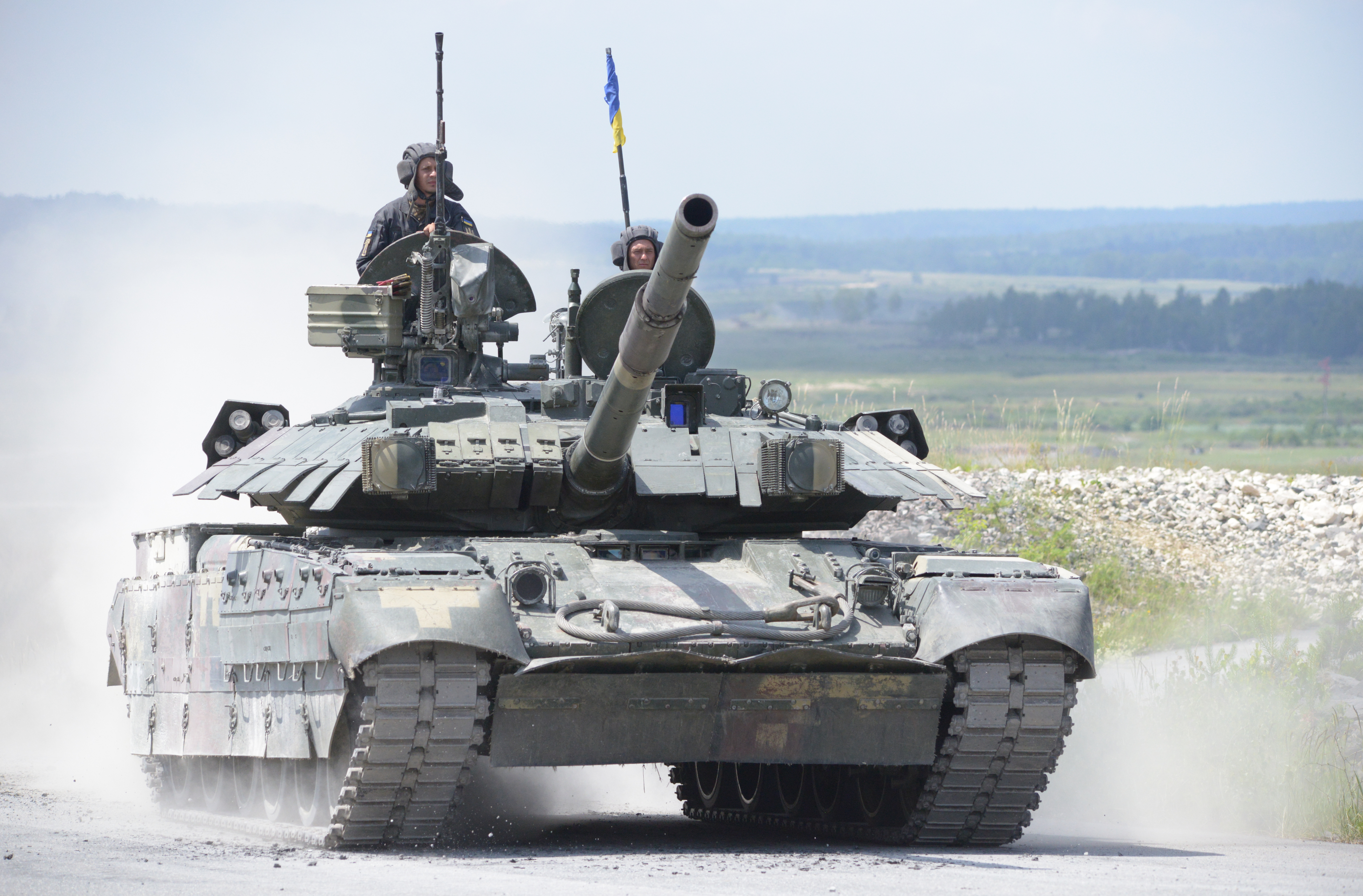
Український середній танк Т-84

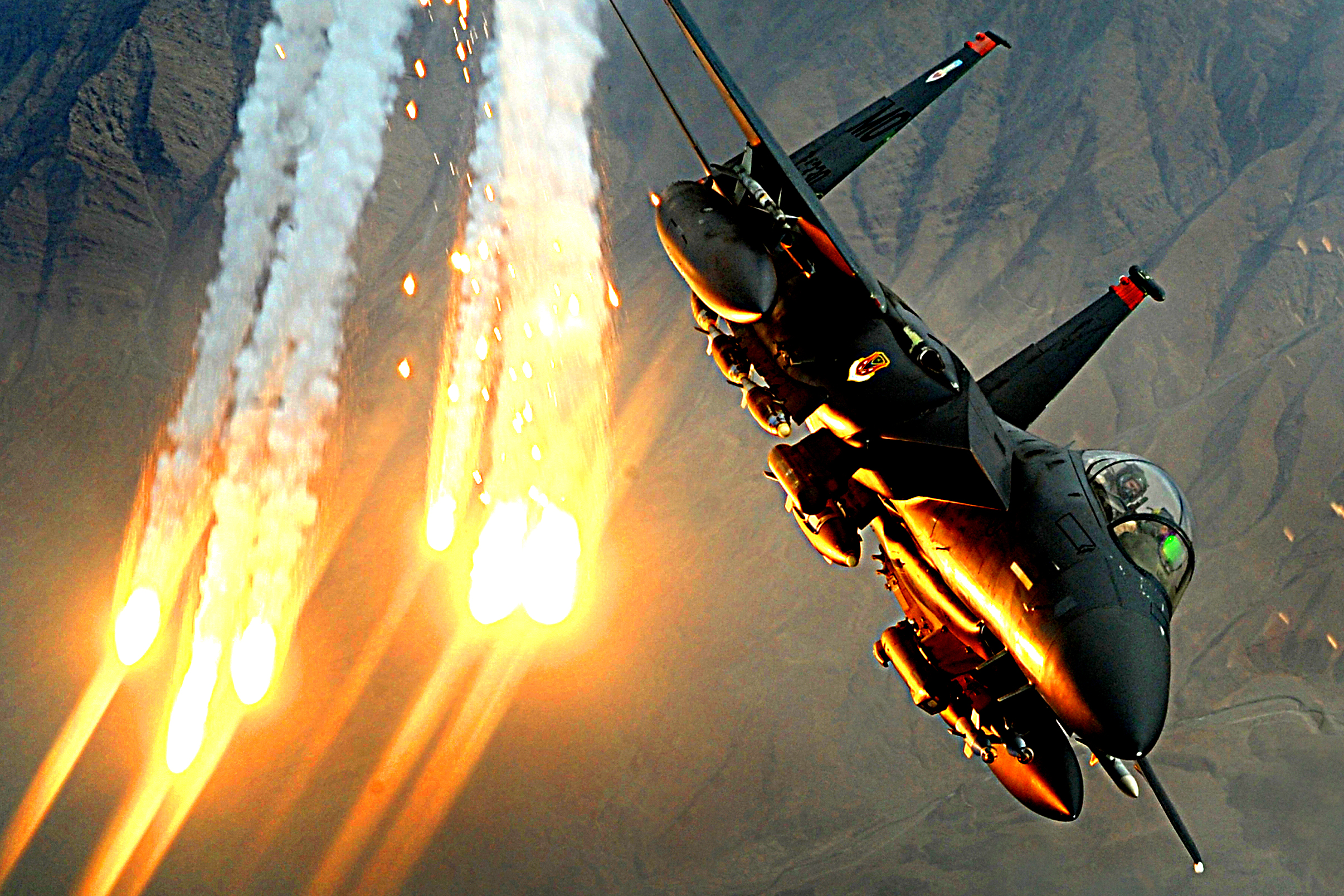
Американський літак F-15E

Комплектування збройних сил — це забезпечення потреби збройних сил в особовому складі, матеріальних і технічних засобах відповідно до штатів і табелів мирного і воєнного часу. До основних елементів системи комплектування збройних сил відносяться:
- підстави для зарахування громадян на військову службу,
- терміни військової служби і порядок відбору контингентів для служби в армії,
- вік громадян, що закликаються в армію і
- способи комплектування армії командним складом.

У історії збройних сил відомі різні способи їхнього комплектування: найманство, добровільництво, феодальне і народне ополчення, вербування, рекрутська повинність, конскрипція, військова повинність, військовий обов'язок. Військова повинність, як основний спосіб комплектування збройних сил, існує майже у всіх сучасних державах, разом з цим в багатьох країнах армія комплектується шляхом наймання (вербування) добровольців, така армія часто називається професійною. Так, у Великій Британії збройні сили після 1967 комплектуються тільки вербуванням.
Принципи комплектування визначаються місцем проживання громадян, що закликаються в армію, і дислокацією військ. Розрізняють три принципи комплектування: територіальний, коли війська комплектуються людськими контингентами з населення тієї місцевості, де розташовані комплектовані частини; екстериторіальний, коли війська комплектуються особовим складом з-поміж громадян різних районів; змішаний — що поєднує перший і другий принципи.
Терміни військової служби визначаються законами держав, виходячи з чисельності збройних сил і призовних контингентів, рівня розвитку військової техніки, фізичного стану і загальноосвітньої підготовки призовників тощо. У арміях, що комплектуються шляхом рекрутського набору, терміни військової служби були спочатку, як правило, довічними (наприклад, в Російській імперії з початку 18 ст. до 1793), надалі вони поступово скорочувалися. З введенням загальної військової повинності загальні терміни військової служби були різко зменшені й стали ділитися на термін дійсної військової служби безпосередньо у військах і термін знаходження в запасі. Тривалість термінів дійсної військової служби в сучасних арміях встановлена в межах 1—2 років, а на флоті — до 3 років.
Відбір контингентів для служби в армії проводиться на основі фізичного стану і морально-політичних якостей громадян, що призиваються, при цьому враховуються пільги, що надаються законами в деяких державах певної частини громадян за сімейним станом, для завершення освіти та по роботі в промисловості. Вік громадян, що призиваються в армію, встановлюється, виходячи із завдань оборони держави, його матеріальних можливостей і термінів служби в армії. Більшість сучасних армій комплектуються громадянами, що досягли 18—19 років. Комплектування особовим складом в мирний час здійснюється шляхом призову на дійсну військову службу громадян чергових віків; у воєнний час — мобілізацією особового складу запасу. Командні кадри для збройних сил готуються в спеціальних військових навчальних закладах — військових училищах (школах) і вищих військових навчальних закладах.

## Вартість
Явною перевагою утримання Збройних Сил у країні є забезпечення захисту від зовнішніх загроз та від внутрішніх конфліктів. Також військовослужбовці залучаються як підтримка цивільних служб за надзвичайних обставин — під час стихійного лиха після нього. В деяких країнах (Туреччина, Пакистан) Збройні сили є запорукою світського суспільства і діють як противага клерикальним політикам. В багатьох країнах армія була рушійною силою державних переворотів. З іншого боку в багатьох країнах ЗС також часто критикують за схильність до перебільшення зовнішніх загроз, спроби вирішувати всі політичні суперечки шляхом сили та надмірне фінансове навантаження на бюджет. Науково-Дослідні та Дослідно-Конструкторські Розробки військової тематики можуть вважатися однією з рушійних сил розвитку власного наукового потенціалу країни.

## Правова основа збройних сил
Всі аспекти існування збройних сил прописані в різних нормативно-правових актах (офіційних документах).
Головним джерелом, що стверджує роль і призначення збройних сил держави, є військова доктрина. Військова доктрина є офіційним документом, затвердженим в державі, положення якої відображають систему поглядів на застосування військової сили для досягнення політичних цілей, на характер військових завдань і способів їх здійснення, на основні напрямки військового будівництва. Військова доктрина уточнює концепцію національної безпеки щодо військової сфери, позначає напрямок військової політики держави у сформованих поточних історичних умовах.
Створення військової доктрини проводиться військовим і політичним керівництвом держави. Положення військової доктрини мають нормативну силу і знаходять відображення у всіх нормативно-правових актах, пов'язаних з військовою сферою та життєдіяльністю збройних сил, до яких входять: військово-політичні декларації; законодавчі та урядові юридичні документи за аспектами національної безпеки, оборони та військового будівництва; документи, що регламентують бойову діяльність збройних сил (бойові статути) і повсякденне функціонування збройних сил (військові статути, настанови, керівництва) як в мирний, так і у воєнний час.
Законодавством держави також визначається встановлений порядок проходження служби рядовим, сержантським і офіцерським складом.